# 李汝蘭
李汝蘭（1515年—？），字秀夫，陝西西安府咸寧縣（今屬西安市）人，明朝政治人物。

## 生平
陝西鄉試第二十五名。嘉靖二十三年（1544年）甲辰科進士。官至戶部員外郎。

## 著作
《覆瓿集》十巻、《中南乐府》二巻。

## 家族
曾祖李約；祖父李梅；父李遇春。母王氏；繼母馮氏。具庆下。兄汝芝。弟汝蕙、汝萱。